# Greklands geografi
Den här artikeln handlar om Greklands geografi. Grekland ligger i sydöstra Europa och utgör Balkanhalvöns södra spets. Landet avgränsas i norr av Bulgarien, Nordmakedonien och Albanien. I öster finns Egeiska havet och Turkiet, i väst Joniska havet och i söder Medelhavet. Grekland består av ett stort fastland, halvön Peloponnesos och fler än 1 400 öar, bland annat: Kreta, Euboia, Rhodos, Joniska öarna, Dodekaneiska öarna, Kykladerna och Nordegeiska öarna. Greklands landgräns är 1 160 kilometer.
Omkring 80 procent av Grekland utgörs av berg, och en stor del av landet är torrt och klippigt. Endast 28 procent av Greklands mark är odlingsbar. Grekland har milda, fuktiga vintrar och varma torra somrar. Temperaturen är sällan extrem även om snöfall förekommer i bergsområdena och till och med i Aten.
Grekland ligger i mötet mellan tre kontinenter: Europa, Asien och Afrika. Greklands utrikespolitik är, trots att Grekland gick med i Nato 1952 och i EU 1981, främst inriktat på Balkan och händelserna i östra medelhavet.
Grekland upprätthåller fulla diplomatiska, politiska och ekonomiska förbindelser med sin grannländer. Det har ställt 250 man till IFOR/SFOR:s förfogande i Bosnien-Hercegovina och omkring 1 200 man till KFOR i Kosovo. De diplomatiska förbindelserna med Bulgarien återupprättades 1965 efter 24 år då Bulgarien avsa sig sina tidigare anspråk på de grekiska landskapen Thrakien och Makedonien. Efter Sovjetunionens fall har Grekland haft goda kontakter med Ryssland och landet har i dag ambassader i flera av de före detta sovjetiska staterna som betraktas som potenitellt viktiga handelspartners.
Greklands är starkt kuperat och dess kustlinje djupt veckad vilket hänger samman med bergen i dess inre som utgör en del av det bergssystem som täcker större delen av Balkanhalvön. Den största bergskedjan i Grekland är de centrala Pindosbergen som, liksom de flesta bergskedjorna i Grekland, har en nordväst–sydostlig sträckning. De bergskedjor som skjuter ut från Pindos sträcker sig ut i havet så att det mellan dem bildas bäcken och vikar. Även på Peloponnesos, i Joniska havet och i Egeiska havet bildar bergskedjorna ryggar och rader med öar med samma sträckning. Två av Pindos' sidogrenar, Kambuniska och Kerauiska bergen, skjuter ut åt öst och väst och bildar en naturlig gräns norr om Thessalien.
Jordbävningar och, i betydligt mindre omfattning, vulkanutbrott förekommer.
Geografiskt läge:
Södra Europa, gränsande till Egeiska havet, Joniska havet och Medelhavet. Ligger mellan Albanien och Turkiet.

## Greklands högsta berg
| Namn      | Höjd meter över havet |
| --------- | --------------------- |
| Olympos   | 2 917                 |
| Smolikas  | 2 637                 |
| Parnassos | 2 457                 |
| Oite      | 2 158                 |
| Ossa      | 1 980                 |
| Otrhys    |                       |
| Helikon   | 1 749                 |
| Pelion    | 1 618                 |
| Parnes    | 1 413                 |
| Kithairon | 1 410                 |

## Greklands största vikar

### IJoniska havet
- Korintiska viken (Karinthiakós Kólpos)
- Kyparissiska bukten, Arkadiabukten
- Ambrakiska viken, Artaviken
- Argoliska viken
- Lakoniska viken, Marathonisiviken
- Messeniska viken, Koronviken

### IEgeiska havet
- Saroniska bukten, Eginaviken, (Saronikós Kólpos)
- Pagaseiska viken, Voloviken, (Pagasitikós Kólpos)
- Maliska viken

### Några vanliga vattenlevande djur
- Kammusslor
- Mullus
- Codium borsa
- Havssnigel
- Purpursnäcka
- Kustkrabba
- Sankt Pers fisk
- Violett havssnigel
- Rödknot
- Muränål
- Tvättsvamp
- Sardiner
- Sjöhästar
- Spindelkrabba
- Kantnålsfiskar
- Havssköldpaddor
- Maneter
- Delfiner

## Bergart
Bergarten är till större delen grågul kalksten, delvis även lerskiffer på underlag av glimmerskiffer. Särskilt i landets västra del finnas starkt utvecklad karstbildning och därmed sammanhängande underjordiska vattenavlopp. I till exempel Attika, Lakonien, öarna Paros och Euboia) är kalkstenen kristalliserad till praktfull marmor.

## Vattendrag
Vattendragen i Grekland är många men vanligen så små att de bara är segelbara kortare sträckor. De flesta är inte mer än regnbäckar som sväller upp under vintern men torkar ut på sommaren. Många hinner inte fram till havet innan de löser upp sig i sumpmarker eller försvinner i underjordiska floder.
Insjöarna, till större delen belägna i bergomslutna kitteldalar, översvämmar under regntiden kringliggande områden men drar sig under sommaren samman och efterlämnar stora sträckor av dels osunda träskmarker, dels odlingsbar jord.

### Greklands största floder
- Peneios (Salamvria)
- Spercheios
- Acheloos (Aspropotamo)
- Eurotas
- Pamisos
- Alfeios

### Greklands största insjöar
- Trichonis i Aitolien
- Pambotis (Janninasjön) i Epirus

## Klimat
Grekland har ett typiskt medelhavsklimat men med stora skillnader mellan norra och södra landet och mellan bergen och kusten samt inlandet. Snö och is förekommer endast i det högsta bergstrakterna. Svala vindar, både från bergen och från havet, dämpar överlag sommarvärmen vilket gör att Greklands klimat varierar relativt måttligt mellan sommar- och vintersäsongerna. I många dalar kan dock hetta och torka på sommaren bli ett stort problem och i många områden faller över huvud taget inget regn mellan början av juni och slutet av augusti.
Endast de större floddalarna lämpar sig för spannmålsodling och Grekland måste därför importera mycket livsmedel. Greklands klimat har skapat en lång tradition av vin- och fruktodling: oliver, dadel, apelsin, citron och persika.
Bland trädarterna är ek-, bok- och tallarter vanliga. Dock är skogen i Grekland starkt decimerad vilket bland annat bidrar till torkan under sommarsäsongen.
I inlandet är bete och boskapsskötssel vanliga näringar liksom, i viss mån, jakt.